# Langenhorn (Nordfriesland)
Langenhornⓘ ([laŋən'hɔʁn],dänisch Langhorn, friesisch: e Hoorne, niederdeutsch: Langenhoorn) ist eine Gemeinde im Kreis Nordfriesland in Schleswig-Holstein. Sie erstreckt sich als Straßendorf auf einer Länge von 6,5 km entlang des Übergangs zur Nordfriesischen Marsch im Bereich der Bredstedt-Husumer Geest, einem westlichen Teilraum der Schleswigscher Geest. Die Gemeinde ist seit 2005 ein anerkannter Erholungsort.

## Geografie

### Geographische Lage
Das Gemeindegebiet von Langenhorn erstreckt sich am Übergang der nordwestlichen Ausläufer des Stollbergs zur Nordfriesischen Marsch im vorgelagerten Sterdebüller Alter Koog. Nördlich des Ortskerns weitet sich die zunächst westlich angrenzende Nordfriesische Marsch nach Osten hin auf und bildet dort den Langenhorner Alter Koog.

### Gemeindegliederung
Mönkebüll (dän. Munkebøl), Loheide (Lohede), Ost-Langenhorn, West-Langenhorn und Efkebüll  (dän. Efkebøl, nordfr. Äfkebel) liegen im Gemeindegebiet.

### Nachbargemeinden
Angrenzende Gemeindegebiete von Langenhorn sind:
|                  | Stedesand, Bargum                           |  |
| Dagebüll Ockholm | Kompassrose, die auf Nachbargemeinden zeigt |  |
| Reußenköge       | Bordelum                                    |  |

### Landschaftsbeschreibung
Die Ausläufer des Stollbergs weisen eine in weiten Bereichen artenreiche und daher in Teilen gesetzlich geschützte Wald- und Heidelandschaft auf. Es handelt sich hierbei um das Naturschutzgebiet Bordelumer Heide und Langenhorner Heide mit Umgebung.

## Geschichte
Langenhorn wurde erstmals 1352 urkundlich erwähnt. Seine Zentralität wurde besonders unterstrichen durch die Erteilung des Marktrechtes. Seit 1681 durfte Langenhorn dreimal im Jahr einen Vieh-, Pferde oder Krammarkt abhalten.
Bis zum Ende des Deutsch-Dänischen Kriegs war Langenhorn zentraler Ort des gleichnamigen Kirchspiels (Langhorn Sogn) innerhalb der Nordergoesharde im Herzogtum Schleswig.
Nach der Annexion Schleswig-Holsteins durch Preußen wurde aus dem Gebiet des Kirchspiels Langenhorn eine Kirchspielslandgemeinde gebildet. Sie umfasste die vier Dorfschaften Loheide (dän. Lohede), Mönkebüll (Munkebøl, tlw. auch Mønkebøl), Oster-Langenhorn (Øster Langhorn) und Wester-Langenhorn (Vester Langhorn) sowie die Siedlung Efkebüll (dän. Efkebøl, nordfr. Äfkebel). Efkebüll wurde erstmals 1306 als Wfkæbøl erwähnt und bedeutet Siedlung des Öveke.
Am 1. Dezember 1934 wurde die Kirchspielslandgemeinde Langenhorn in die Gemeinde Langenhorn überführt.
2009 kam es zur bisher größten politischen Auseinandersetzung in der jüngeren Geschichte des Dorfes. Es wurde die Bürgerinitiative „Lebenswertes Langenhorn“ gegründet mit dem Ziel, die Aufstellung von acht Windkraftanlagen im Rahmen eines Bürgerwindparks unmittelbar vor West-Langenhorn zu verhindern. Diese Initiative blieb erfolglos.
Am 16. September 2012 erfolgte die Einweihung des Friedrich-Paulsen-Denkmals mit einer Gedenkveranstaltung in der benachbarten Langenhorner St. Laurentius-Kirche. In diesem Zusammenhang wurde der Marktplatz im Ortsteil West-Langenhorn in Friedrich-Paulsen-Platz umbenannt.

## Politik

### Gemeindevertretung
Die im Zuge der Kommunalwahlen in Schleswig-Holstein 2023 durchgeführte Gemeindewahl am 14. Mai führte zu folgendem Ergebnis:
Die von der CDU aufgestellten Kandidaten erzielten 51,1 % der gültigen Stimmen und erhielten neun Sitze, Kandidaten der SPD vereinten 48,9 % der Stimmen und bekamen acht Sitze zugeteilt.  Die Wahlbeteiligung lag bei 56,2 Prozent.

### Bürgermeister
Für die Wahlperiode 2023–2028 wurde Olde Oldsen wiederholt zum ehrenamtlichen Bürgermeister der Gemeinde Langenhorn gewählt.

### Wappen
Blasonierung: „Gespalten von Gold und Blau, überdeckt mit zwei grindlos miteinander verbundenen Hörnern, von denen das vordere rot, das hintere golden tingiert ist.“
Das Gemeindewappen zeigt als einzige Figur zwei mit den Spitzen nach oben weisende, unten ineinander übergehende und somit figürlich eine Einheit bildende Hörner. Das Wappen nimmt auf diese Weise Bezug auf den Namen der Gemeinde, genauer: auf dessen zweiten Bestandteil, das Horn. Durch die Verbindung der Elemente der Wappenfigur (Hörner) und die daraus sich ergebende Streckung derselben entsteht bei dem Betrachter des Wappens darüber hinaus der Bildeindruck eines langen Hornes, so dass auch der erste Bestandteil des Ortsnamens bildlich repräsentiert ist. Durch die ausschließliche Anknüpfung an den Ortsnamen weist sich das Wappen Langenhorns in erster Linie als „redendes“ oder „sprechendes“ Wappen aus. Vielleicht bezieht sich dieser auf die Form der ältesten, im 13. Jahrhundert zerstörten Deichlinie, wahrscheinlicher wohl auf die langgestreckte Form des Ortes am Geestrand, auf den sich die Bewohner Langenhorns nach Aufgabe des alten Kooges zurückziehen mussten. Die Tingierung des Wappens in den Farben Rot, Blau und Gold (sog. Friesenfarben) macht kenntlich, dass die wappenführende Gemeinde in der Landschaft Nordfriesland gelegen ist.

## Wirtschaft

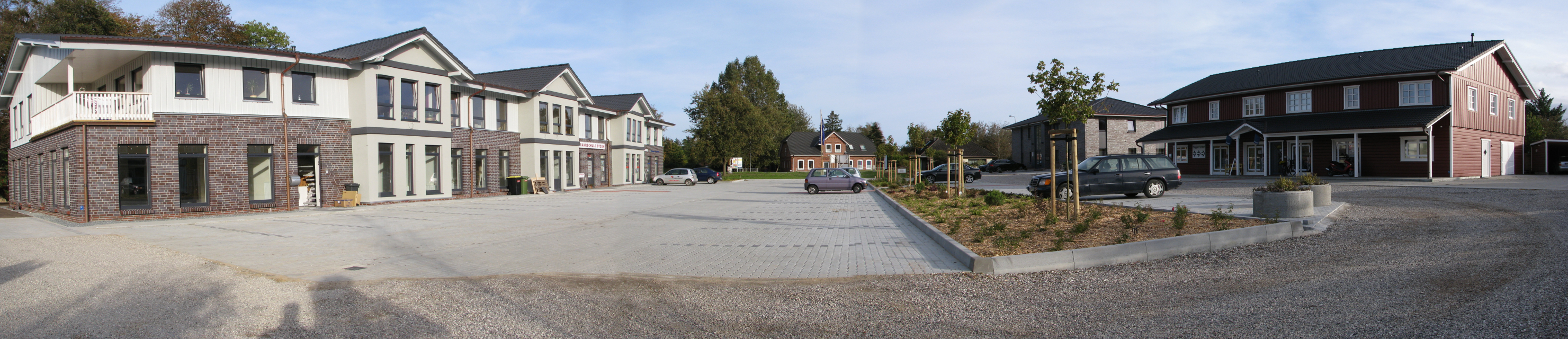
Neue Geschäfte aus dem Dienstleistungsbereich in Langenhorn

In der Gemeinde ist eine große Zahl von Dienstleistungsbetrieben angesiedelt. Daneben tragen eine vergleichsweise große Zahl von Handwerksbetrieben ihren Beitrag für die wirtschaftliche Entwicklung des Dorfes.
Im Ortsteil Mönkebüll ist ein Produzent von Fenstern und Türen ansässig. Daneben befindet sich ein Projektierungsbüro für Erneuerbare Energien in der Gemeinde.
Bis heute spielt daneben die Landwirtschaft eine wichtige Erwerbsgrundlage. Ein Großteil der Flächen werden ackerbaulich genutzt. Die Firma ATR Landhandel ist im Ort mit einer Warenannahme vertreten.
Zu diesem Bereich hat sich in den letzten Jahren die erneuerbare Energieerzeugung gesellt. In den letzten Jahren wurden im Außenbereich im Langenhorner Alter Koog Windpark- und Bioenergieprojekte realisiert. Gegen den mittlerweile entstandenen Bürgerwindpark im Grenzbereich zur Nachbargemeinde Ockholm hatte sich im Ort eine Bürgerinitiative gebildet. Die Biogasanlage befindet sich an der nördlichen Ausfallstraße in Richtung des Ortsteils Efkebüll.
Langenhorn erfüllt alle Voraussetzungen für die wohnortnahe Daseinsvorsorge der Bevölkerung. Hierfür befinden sich im Ortsteil Mönkebüll zwei Verbrauchermärkte der Unternehmen Aldi Nord und EDEKA. Bankdienstleistungen werden in Langenhorn von der Nord-Ostsee Sparkasse und der VR Bank Nord in eigenen Bankfilialen erbracht.

## Verkehr
Die Gemeinde Langenhorn wird vom motorisierten Individualverkehr erreicht auf der in Nord-Süd-Richtung durch den Ortsteil Mönkebüll führenden Bundesstraße 5 und der in Ost-West-Richtung hier begegnenden schleswig-holsteinischen Landesstraße 13.
Im Schienenpersonennahverkehr hat der Ort Anschluss auf der Marschbahnstrecke Elmshorn-Westerland auf Sylt. Im Ort halten alle Züge vom RE 6, von/nach Hamburg-Altona im Nahverkehrsverbund Schleswig-Holstein. Im Ort hält zusätzlich auch der Sylt Shuttle plus.

## Kultur und Sehenswürdigkeiten

### Bauwerke

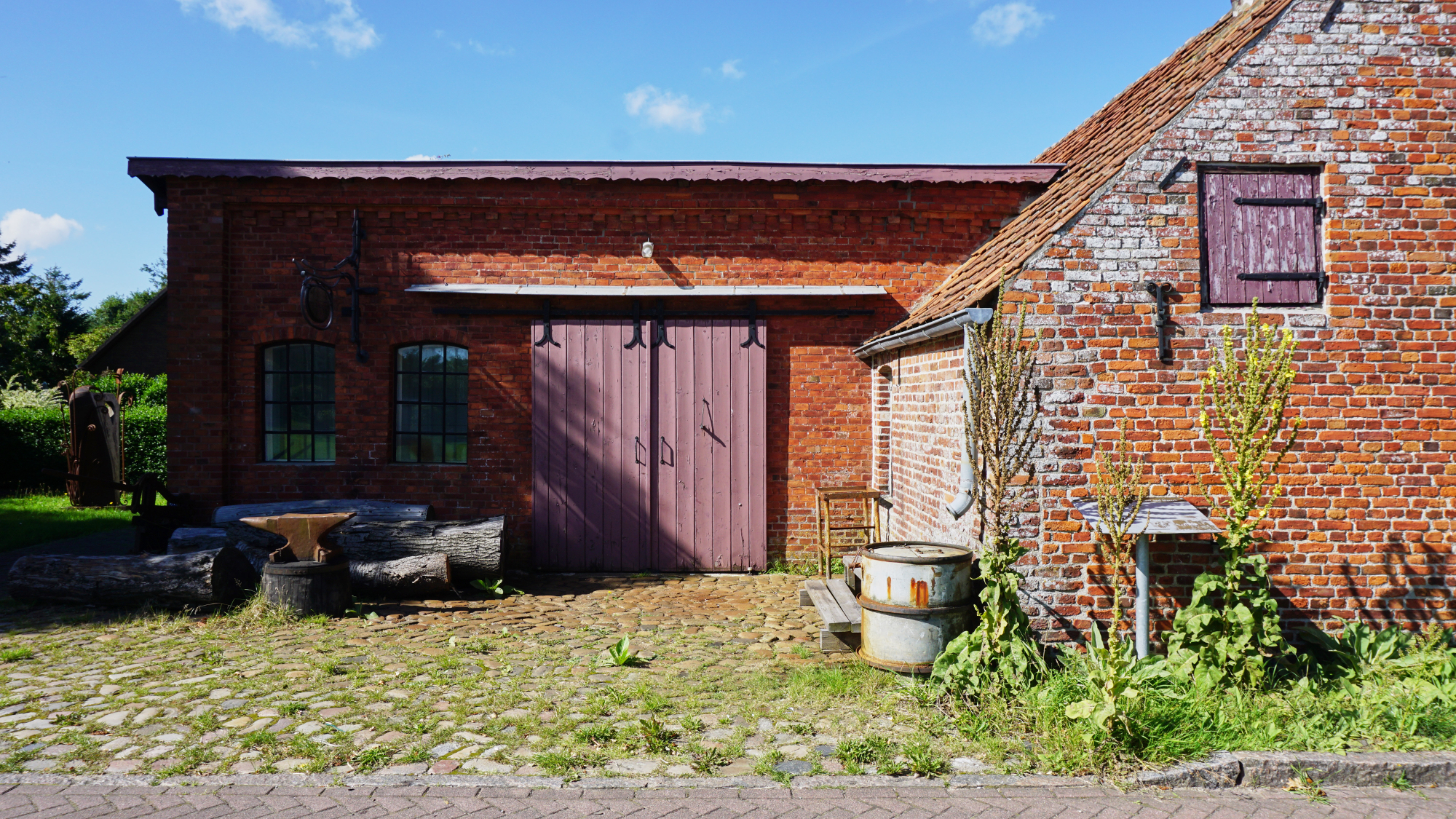
Baudenkmal Alte Schmiede (gegenüber der Kirche St. Laurentius)

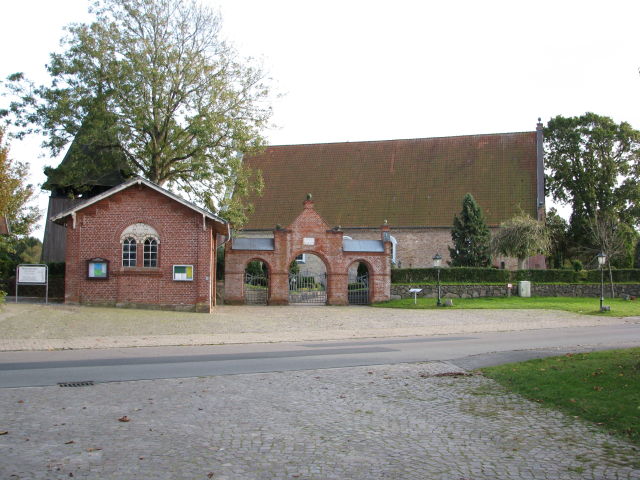
St. Laurentius zu Langenhorn am Dorfplatz in West-Langenhorn

In der Liste der Kulturdenkmale in Langenhorn (Nordfriesland) sind die in der Denkmalliste des Landes Schleswig-Holstein eingetragenen Kulturdenkmale aufgeführt.
- Die Alte Schmiede wurde im 18. Jahrhundert errichtet und später durch einen Anbau erweitert. Dieser diente als Beschlagraum. Heute dient die Schmiede einen Hamburger Atelier. Sie ist am Friedrich-Paulsen-Platz, schräg gegenüber der Kirche gelegen.
- Die St.-Laurentius-Kirche wurde um 1240 errichtet. 1684 begann man mit der Erneuerung des Innenraumes. Aus den folgenden Jahren stammen Altar, Taufbecken und Kanzel. 1721/1722 wurde der gotische Kern durch einen quadratischen Anbau im Süden erweitert, der Ostteil 1759 verlängert und 1838 neu verblendet. Bei dieser Gelegenheit erhielt die Kirche eine neue, mechanische Kanzeluhr.[12] 1761 stiftete der als Sönke Ingwersen in Langenhorn geborene und in Ostindien zu Vermögen gekommene Seneca Inggersen der Kirche eine Orgel, die von Johann Daniel Busch erbaut wurde. Kassettendecke, Holzpaneele und das Gestühl vervollständigen die Kirche seit dem Jahr 1898.[13]

### Sportvereine
- In Langenhorn besteht mit dem TSV Langenhorn ein Mehrsparten Sportverein.[14]
- In der Gemeinde Langenhorn besteht seit 1945 der Fußballverein FC Langenhorn.[15] Die Mannschaft des Vereins bildet heute eine Spielgemeinschaft mit der des benachbarten Vereins in Enge-Sande (die SG Langenhorn/Enge-Sande).[16]

## Persönlichkeiten
- Söncke Ingwersen (1715–1786), als Seneca Inggersen Graf von Geltingen
- Friedrich Paulsen (1846–1908), Pädagoge
- Christian Giencke (1896–1967), Politiker
- Klaus Kellmann (* 1951), Historiker
- Harald Jacobsen (* 1960), Autor